# Elias Melkman
Elias Hijman Melkman (Amsterdam, 24 mei 1903 - Auschwitz, 3 januari 1942) was een Nederlands gymnast. Hij nam eenmaal deel aan de Olympische Spelen, maar won bij die gelegenheid geen medailles.
Melkman, die van joodse komaf was, was lid van de Arnhemse turnvereniging UDI 1896 en van gymnastiekvereniging Plato in Amsterdam. In 1928 nam hij op 24e leeftijd deel aan de Olympische Zomerspelen van Amsterdam. Het Nederlandse team behaalde een achtste plaats overall. De andere leden van de ploeg waren Pieter van Dam, Mozes Jacobs, Israel Wijnschenk, Willibrordus Pouw, Klaas Boot sr., Jacobus van der Vinden en Hugo Licher.
| onderdeel              | positie | score     |
| ---------------------- | ------- | --------- |
| brug                   | 64e     | 38,25     |
| paard voltige          | 65e     | 38,75     |
| rekstok                | 39e     | 49,50     |
| ringen                 | 41e     | 48,75     |
| sprong                 | 55e     | 24,25     |
| meerkamp (individueel) | 56e     | 199,50    |
| meerkamp (team)        | 8e      | 1.364,875 |

Melkman was diamantbewerker van beroep en kwam in de Tweede Wereldoorlog om in het concentratiekamp Auschwitz.